# 楊應魁 (香山)
參數所指定的目標頁面不存在，建議更正成存在頁面或直接建立下列一個頁面（建立前請先搜尋是否有合適的存在頁面可以取代）：
- 杨应魁

楊應魁（16世紀—16世紀），字啟文，廣東廣州府香山縣人，明朝政治人物。

## 生平
楊應魁是嘉靖四十三年（1564年）甲子科廣東鄉試舉人，赴京會試下第，於是在西湖讀書，年多後回家燒毀自己行李的舊稿，說：「沒有我的同好。」專心研究經史，效法韓愈與蘇軾。隆慶二年（1568年）戊辰科會試在本房名列第一，但被副考官貶為副榜，他自嘆「是命運，不是戰之有利鈍。」歸家閉門苦讀，因病去世。

## 引用
1. 1 2  道光《香山縣志·卷六·人物列傳》：楊應魁，字啟文，髫年善屬文，三試皆第一，嘉靖甲子舉於鄉，計偕報罷，讀書西湖踰年歸，盡出其篋中舊稿焚之，曰：「是不可公之同好也。」乃沉酣史漢，而以韓蘇為體。戊辰已冠本房，副主考抑之，嘆曰：「是有命焉，非戰之有利鈍也。」歸家下帷益力，遘疾卒。
2. ↑  道光《香山縣志·卷五·選舉》：鄉舉 明……嘉靖四十三年甲子科……楊應魁 五十七名，南門外人，字啟文，機之子，隆慶戊辰科中式進士副榜，有傳